# Carlos Rufino Fariña
Carlos Rufino Fariña (nacido el 5 de marzo de 1914 - ?) fue un futbolista argentino que se desempeñaba como mediocampista izquierdo. Jugó un partido para el Club Atlético Huracán en 1938 y 124 partidos para el Club Ferro Carril Oeste, donde jugó entre 1939 y 1943, dando un total de 125 partidos en la Primera División de Argentina. Luego pasó al Club Atlético All Boys, que jugaba en el ascenso.

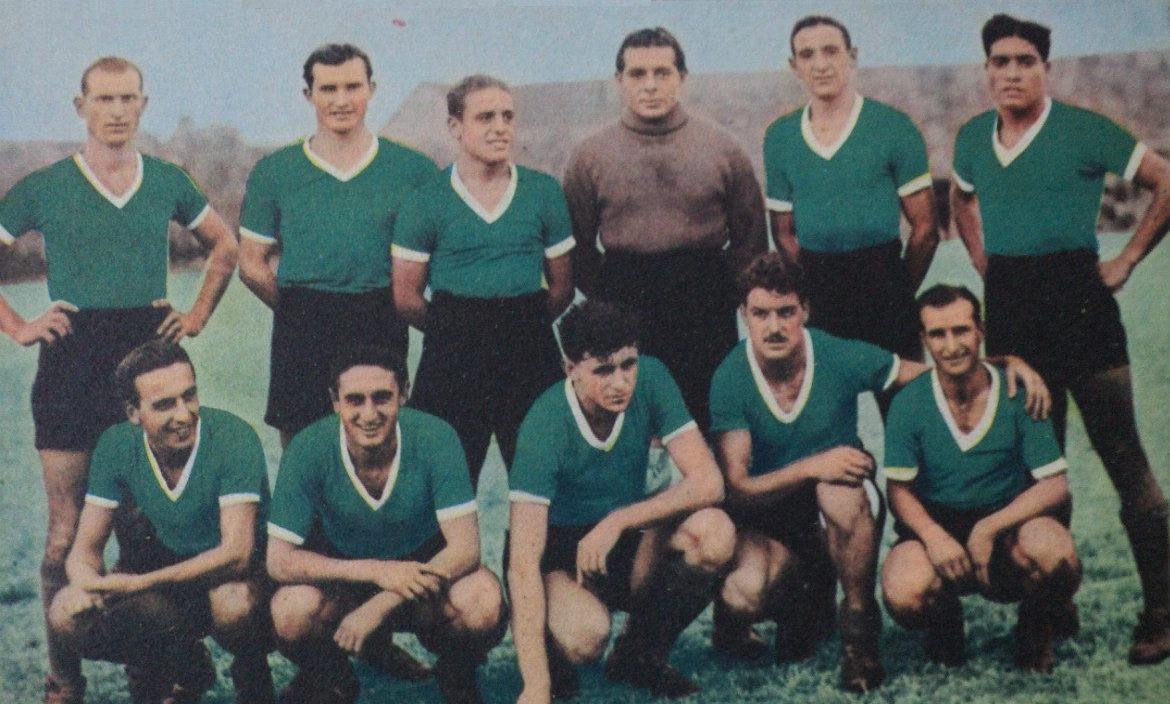
Equipo de Ferro en 1940. Fariña es el primero de pie desde la derecha.

En Ferro debutó el 18 de junio de 1939 en un partido contra el Club Atlético Atlanta por la fecha 14 del Campeonato de Primera División 1939, que resultó en un empate 1 a 1. Ese año jugaría un total de 34 partidos. Luego jugó 27 partidos en 1940, 30 en 1941, 29 en 1942 y 4 en 1943, el último el 14 de noviembre de 1943 en Avellaneda por la fecha 27 del Campeonato de Primera División 1943 contra el Club Atlético Independiente, en un empate 2 a 2.

## Selección nacional

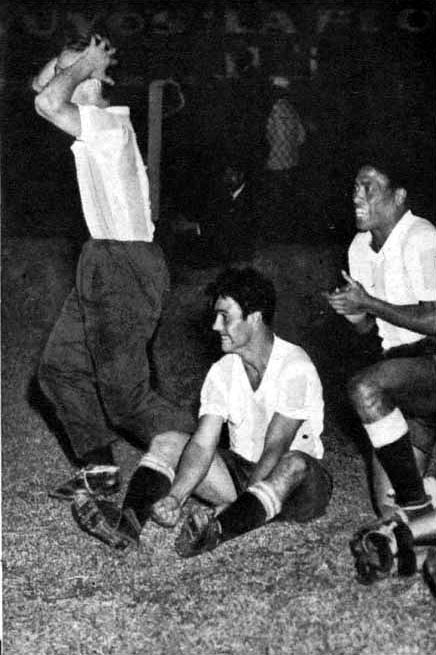
Ángel Laferrara, Eusebio Videla y Fariña reaccionan ante un tiro de Masantonio que pegó en el poste, en el partido que Argentina le ganó a Brasil por 2 a 1.

Fue convocado por Guillermo Stábile a la selección argentina y formó parte del plantel que salió subcampeón en el Campeonato Sudamericano 1942 (actual Copa América), aunque no llegó a jugar.

## Clubes
| Club               | País      | Año         |
| ------------------ | --------- | ----------- |
| Huracán            | Argentina | 1938        |
| Ferro Carril Oeste | Argentina | 1939 - 1943 |
| All Boys           | Argentina | ?           |